# Kiselkarbid
Kiselkarbid, kemisk formel SiC, är en kemisk förening som tack vare sin hårdhet används som slipmedel och tack vare sin eldfasthet som material i deglar och ugnar. Dopad kiselkarbid används även som halvledare inom elektronik för tillämpningar med höga spänningar, höga strömmar, höga frekvenser och höga temperaturer då den inte ger upphov till lika stora energiförluster (i form av värme) som kiselbaserad elektronik.
Kiselkarbid används också inom juvelindustrin och kallas då moissanite. Ytterligare namn för kiselkarbid är carborundum eller karborundum.

## Polytyper
En polytyp är när samma ämne får delvis olika fysikaliska egenskaper till följd av hur bindningarna mellan atomerna är ordnade. Polytyper ger en annorlunda uppbyggnad i en dimension (av kristallens tre dimensioner). För kiselkarbid är det hur bindningarna mellan kiselatomen och kolatomen är vinklade. Både kisel och kol binder till fyra andra atomer. Vinkeln mellan två bindningar i en atom är 120 grader. Utgå ifrån en kol-kisel-bindning. Då kan de tre resterande bindningarna på de båda atomerna antingen vara spegelvända sett utifrån ett plan mellan de båda atomerna, eller vara vridna 60 grader relativt varandra.
Hur sedan dessa två olika varianter kombineras (ovanpå varandra) ger upphov till en sekvens, där varje stackningssekvens är en polytyp.
Kiselkarbid har ungefär 200 kända polytyper.

### Notation för polytyper
För att ange vilken polytyp som avses används olika notationer.

#### Ramsdells notation
En vanligt förekommande notation är Ramsdells notation. Den bygger på att ange hur många kol-kisel-lager som behövs innan sekvensen upprepas, samt vilken kristallstruktur kristallen har (kubisk (C), hexagonal (H) och romboeder (R)). Vanligt förekommande kiselkarbid med Ramsdells notation är 3C, 4H, 6H och 15R.

## Tillämpningar

### Mekaniska tillämpningar
Genom kiselkarbidens hårdhet och värmetålighet i kombination med dess låga densitet i förhållande till metallegeringar med samma egenskaper används kiselkarbid i vissa bromsbeläggningar och munstycken för raketmotorer.

### Elektronik
Transistorer av kiselkarbid tål höga strömmar. Detta lämpar sig väl i bland annat hybridbilar. Tillverkning av wafers av tillräcklig storlek och kvalitet för dessa tillämpningar är under utveckling. 
Högtemperaturtillämpningar finns bland annat inom rymdfarten. NASA bedriver egen utveckling på området.
För de återstående två egenskaperna finns kiselkarbidbaserad elektronik i högspänningsanläggningar och i mobiloperatörernas basstationer.
Dopningen av elektronikkomponenter i kiselkarbid skapar spinndefekter i materialet, vilka har potential att användas som kvantbitar.
Kiselkarbid kan även användas som substrat vid framställning av grafen.  

### Smycken
Som en ädelsten som används i smycken kallas kiselkarbid "syntetisk moissanit" eller helt enkelt "moissanit" efter namnet på mineralet. Moissanite liknar diamant på flera viktiga sätt: den är transparent och hård (9-9,5 på Mohs-skalan, jämfört med 10 för diamant), med ett brytningsindex på 2,65 till 2,69 (jämfört med 2,42 för diamant). Moissanite är något hårdare än vanlig kubisk zirkonia. Till skillnad från diamant kan moissanit vara mycket dubbelbrytande. Av denna anledning är moissanite ädelstenar fasetterade längs kristallens optiska axel för att minimera effekterna av dubbelbrytning. Den är lättare (densitet 3,21 g / cm3 jämfört med 3,53 g / cm3) och mycket mer motståndskraftig mot värme än diamant. 

### Slipande och skärande verktyg
Inom konstindustrin är kiselkarbid ett populärt slipmedel vid modern facettering på grund av materialets hållbarhet och låga kostnad. Inom tillverkningsindustrin används det på grund av sin hårdhet i blästringsprocesser som slipning, honing, vattenskärning och sandblästring. SiC ger ett mycket skarpare och hårdare alternativ till sandblästring än aluminiumoxid. Kiselkarbidpartiklar appliceras på papper för att skapa sandpapper och självhäftande tejp på skateboards.

### Tillämpningar inom kärnkraft
På grund av SiC:s exceptionella förmåga att absorbera neutroner används det som bränslebeklädnad i kärnreaktorer och som skärmningsmaterial för kärnavfall. Det används också vid tillverkning av strålningsdetektorer för övervakning av strålningsnivåer vid kärntekniska anläggningar, miljöövervakning och medicinsk avbildning. SiC-sensorer och -elektronik för kärnreaktortillämpningar utvecklas potentiellt för framtida kärnkraft på Mars och nya mikrokärnkraftverk på marken.

## Tillverkning

### Achesonprocessen
En vanlig kommersiell process för att tillverka kiselkarbid är Achesonprocessen som patenterades av Edward Goodrich Acheson 1893. I denna process blandas kiseloxid, koks, sågspån och vanligt salt. När blandningen värmts upp mellan elektroder till cirka 2200 °C skapas kiselkarbiden med biprodukten koldioxid. Anledningen till att sågspån tillsatts är att skapa porer som kan evakuera koldioxiden som skapas under reaktionen. Efter att blandningen svalnat kan olika kvaliteter av kiselkarbid urskiljas. I mitten finns kiselkarbid av högre kvalitet som är lämplig att använda inom elektronikindustrin. Kiselkarbiden utanför kärnan används ofta till blästring eller slipning, dock efter att först malts ner till önskad storlek.

## Tillväxtmetoder för halvledartillämpningar
För halvledartillämpningar krävs näst intill perfekta kristaller, alltså en låg koncentration av defekter.

### HTCVD – High Temperature Chemical Vapor Deposition
En metod för att tillverka kiselkarbid med hög renhet har utvecklats vid Linköpings universitet i samarbete med ABB (HTCVD-metoden).
Metoden, (High Temperature Chemical Vapor Deposition), bygger på att man blandar kisel och kol i gasform till skillnad från den gängse metoden där man blandar kisel och kol i pulverform. Tillväxten sker vid 2000 °C. I processen används kisel i form av silan, kolvätet etan, klorgas och väteklorid. 
- Man har goda skäl att tro att kiselkarbid i denna nya form kommer att bli ett basmaterial inom elektronikindustrin.
- Genom sin höga renhet kommer kiselkarbiden att medverka till miljövinster eftersom materialet effektiviserar elektroniken och energiöverföringen.

### FSGP – Fast Sublimation Growth Process
Vid Linköpings universitet har en framställningsprocess för kiselkarbid utvecklats, FSGP (Fast Sublimation Growth Process), som använder en lägre temperatur än andra sublimationsmetoder. Detta resulterar i tjocka (100 mikrometer eller mer) filmer som har hög kvalitet. Denna metod har visat sig vara lovande för framställning av ljusemitterande kiselkarbid där tjocka filmer behövs för att få tillräcklig mängd ljus. Materialet utgör grunden i en ny typ av vit lysdiod för allmänbelysning som utvecklas i samarbete med Meijo University. Tekniken har bland annat fördelen av rent vitt ljus, inga jordartsmetaller, och tål höga temperaturer.
- Genom fluorescerande kiselkarbid kan miljövinster göras genom energibesparingar då glödlampan byts ut mot vita lysdioder.

### Kubisk kiselkarbid
Vid Linköpings universitet utvecklas en framställningsprocess för bulk kubisk kiselkarbid. Tidigare har forskare världen över endast kunnat ta fram tunna filmer av kubisk kiselkarbid. Den nya processen ger möjlighet att utveckla substrat (wafers) av kubisk kiselkarbid. Kubisk kiselkarbid har lägre bandgap än hexagonal kiselkarbid, och passar bättre för kraftkomponenter mellan 300 och 1 200 volt, bland annat elbilar, för att omvandla energi i batteri till drivkomponenter. Materialet är även attraktivt för solceller som utsätts för höga temperaturer. 